# 国本はる乃
国本 はる乃（くにもと はるの、1996年1月19日 - ）は、女流の浪曲師。二十歳で名披露目した日本最年少の浪曲師である。日本浪曲協会理事および落語芸術協会所属。

## 経歴
茨城県稲敷市出身で、本名は木村 はる乃である。小学4年時の2005年に国本晴美へ入門し、半年後に成田山新勝寺で初舞台へあがる。
2009年6月に国本武春と国本晴美の二人会で、木馬亭へ初登壇する。
2013年、晴美門下として日本浪曲協会入りし、12月にプロとしての初舞台を迎えた。
茨城県立江戸崎高等学校を卒業し、2016年9月25日に木馬亭で名披露目する。
神田伯山からの評価が高く、松之丞時代から二人会を開催している他、2022年12月には伯山が主任を務めた落語芸術協会定席興行で新宿末廣亭に初出演し、それ以降も伯山主任の定席興行に玉川太福、玉川奈々福、三代目広沢菊春との交互出演をしていたが、2024年5月に玉川奈々福、三代目広沢菊春とともに落語芸術協会の会員として加入した（三代目桂小文治門下）。

## 人物
- 父親は江戸文字職人でアマチュア落語家。三味線を習うために父親の知人である国本晴美のもとへ行ったところ、「手が小さいので歌から」と言われ浪曲を始めることになった[8][13]。

## 受賞歴
- 2023年 令和5年度花形演芸大賞 銀賞[14]

## 出演番組
- ごごラジ!（NHKラジオ第1）- 2017年1月6日ゲスト。国本武春ばりの浪曲の弾き語りを披露[15]。
- 浪曲十八番（NHK-FM）
  - 2017年2月9日「真柄のお秀」[16]
  - 2017年7月14日「秋色桜」[17]
- NHK東西浪曲特選・夏 （NHKEテレ） 
  - 2017年9月24日[18]
  - 2019年9月29日
- 笑福亭鶴瓶 日曜日のそれ （ニッポン放送） - 2024年2月19日ゲスト[19]。